# Archipiélago Madre de Dios
Archipiélago Madre de Dios är öar i Chile.   De ligger i regionen Región de Magallanes y de la Antártica Chilena, i den södra delen av landet, 1 900 km söder om huvudstaden Santiago de Chile.
I omgivningarna runt Archipiélago Madre de Dios växer i huvudsak barrskog. Trakten runt Archipiélago Madre de Dios är nära nog obefolkad, med mindre än två invånare per kvadratkilometer.